# 紅與黑
《紅與黑》（法語：Le Rouge et le Noir），是法國小說家司汤达的寫實主義小說，書名的小標題為“1830年的編年史”（Chronique de 1830）。作品讲述主人公朱利安是小业主的儿子，凭着聪明才智，在当地市长家当家庭教师时与市长夫人勾搭成姦，事情败露后逃离市长家，进了神学院。经神学院院长举荐，到巴黎给极端保王党中坚人物拉莫尔侯爵当私人秘书，很快得到侯爵的赏识和重用。与此同时，朱利安又与侯爵的女儿有了私情。最后在教会的策划下，市长夫人写了一封告密信揭发他，使他的飞黄腾达毁于一旦。他在气愤之下，开枪击伤市长夫人，被判处死刑，上了断头台。
小说发表后，当时的社会流传“不读《红与黑》，就无法在政界混”的谚语，而该书则被许多国家列为禁书。《红与黑》在心理深度的挖掘上远远超出了同时代作家所能及的层次。它开创了后世“意识流小说”、“心理小说”的先河。后来者竞相仿效这种“司汤达文体”，使小说创作“向内转”，发展到重心理刻画、重情绪抒发的现代形态。人们因此称司汤达为「现代小说之父」。《红与黑》发表100多年来，被译成多种文字广为流传，并被多次改编为戏剧、电影。

## 劇情簡介
（正文）
紅與黑這部小說的故事據悉是採自1828年2月29日《法院新聞》所登載一個死刑案件。在拿破崙帝國時代，紅與黑代表著「軍隊」與「教會」，是有野心的法国青年發展的兩個管道（一說是輪盤上的紅色與黑色）。故事的背景是法國東部一個村莊韋里埃（Verrières），有一個名叫朱利安·索海爾（Julien Sorel）的外省青年，父親是一名木工，朱利安雖是貧窮出身，但英俊瀟灑，有一雙大眼睛，勤奮刻苦，記憶力驚人，學過木工、拉丁文、神學。他崇拜拿破崙，認為他是“由一个既卑微又穷困的下级军官，只靠他身佩的长剑，便做了世界上的主人”，於是死抱著書本，並準備日後成為神父，並非他真的對宗教有興趣，而是想利用宗教達到他攀登上層社會的目的。
他投入西朗神父（l'abbé Chélan）門下，靠著驚人的記憶力將整本拉丁文的聖經背了下來，轰动了全城。由於西朗神父的推薦，韋里埃市長兼實業家雷纳先生（M. de Rênal）找了他去任家庭教師，雷纳先生家有全城最漂亮的花园，朱利安不安於職守，趁機勾搭上市長的年輕夫人德雷纳（Mme de Rênal），修道院長大的夫人對自己的丈夫感到厌恶，她把心思放在教养3个孩子上面，她認為男人“除了金钱、权势、勋章的贪欲以外，对于一切都是麻木不仁”，但是見到朱利安之後，她陷入了熱戀，既興奮又感到罪惡。同時夫人的女僕爱丽莎（Eliza）也爱上了朱利安，她請西朗神父转达她对朱利安的爱慕，但被拒絕。夏天時刻市長全家搬到凡尼镇乡下避暑，朱利安對市長夫人的感情更進一步，半夜時闯进了她的房間。雷纳先生知道這事後，但又無可奈何。西朗神父勸朱利安到贝尚松神学院進修。
神学院院长彼拉神父（M. Pirard）是西朗神父的好友，对朱利安特别关照，让他当新旧约全书课程的辅导教师。後來彼拉神父在離職前又介紹朱利安在巴黎莫爾侯爵（Marquess de la Mole）家裡當私人秘書，這時他認識侯爵的女兒玛蒂尔德（Mathilde de la Mole），玛蒂尔德高傲而美麗，渴望追求浪漫的氣息，她看不上一般的貴族公子，反而跟一身傲氣的朱利安擦出愛的火花。她指示朱利安在月光下爬梯進入她的臥室，朱利安滿臉疑惑的跟她見面，玛蒂尔德便與他雲雨，但玛蒂尔德很快就感到後悔，於是對他若即若離。朱利安聽了朋友的建議，追求她的朋友元帅夫人，朱利安回到巴黎後開始寫一封又一封的書信給元帥夫人，元帅夫人大受感动，给朱利安回信。終於，玛蒂尔德受不了打擊，跪倒在朱利安的脚下，求他爱她。玛蒂尔德发现自己怀孕了，於是雙方論及婚嫁，莫爾侯爵雖感忿怒，但迫於無奈，給予朱利安大量的財產與貴族身份，他成為骠骑兵中尉。朱利安開始幻想自己在三十歲時當上司令。這時市長夫人德雷纳出於嫉妒，寫信給貴族小姐的家長，揭穿了他的醜行，讓朱利安前功盡棄。朱利安一怒之下，在教堂開槍打傷了從中作梗的市長夫人德雷纳，後來朱利安当得知市長夫人德雷纳並未身亡时，他又愛上了市長夫人德雷纳。法庭以預謀殺人的罪名判處朱利安死刑，朱利安拒絕上訴，拒绝做临终祷告，走上斷頭臺，玛蒂尔德坐上馬車將朱利安的頭顱放在膝蓋上，來到他生前選定的墓地，親手將之埋葬。三天後，市長夫人德雷纳因过度思念朱利安去世。

## 譯本
- 《紅與黑》，趙瑞霟譯，上海作家書屋，1947年
- 《紅與黑》，羅玉君譯，上海平明，1954年
- 《紅與黑》，黎烈文譯，臺北縣文壇社，1966年
- 《紅與黑: 一八三〇年紀事》，郝運譯，上海譯文出版社，1989年
- 《紅與黑》，羅新璋譯，臺北林鬱，1995年
- 《紅與黑》，聞家駟譯，臺北光復，1998年
- 《紅與黑》，張冠堯譯，北京人民文學出版社，1999年1月
- 《紅與黑》，梁祥美譯，臺北志文出版，2001年
- 《紅與黑》，劉志威譯，西安陝西人民出版社，2002年
- 《紅與黑》，王殿忠譯，北京華夏出版社，2007年10月

《紅與黑》有大量的中譯本，列舉最終句風格如下：
| 例句       | |
| 罗玉君譯本 | 德·瑞那夫人忠实于她的诺言，她没有用任何方法自寻短见。但在于连死后三天，她抱吻着她的儿子，离开了这个世界。                  |
| 郝运譯本   | 她丝毫没有企图自杀；然而,于连死后三天，她抱吻着她的孩子们离开了人世。                                                      |
| 闻家驷譯本 | 但是在朱利安死后的三天，她拥抱着她的孩子，离开了人世。                                                                     |
| 郭宏安譯本 | 然而，于连死后三天，她拥抱着孩子们去世了。                                                                                 |
| 罗新璋譯本 | 但在于连死后三天，她搂着自己的孩子，离开了人间。                                                                           |
| 许渊冲譯本 | 但在于连死后三天，她也吻着孩子，魂归离恨天了。                                                                             |
| 黎烈文譯本 | 雷拉爾夫人守著自己的諾言。她不曾以任何方式來設法殘害自己的生命；可是在志利安死後的第三天，她竟抱吻著她的孩子們而一暝不返。 |

## TV
南韓SBS電視台的連續劇壞男人正是參考小說內容改編，於2010年5月26日上映。

## 外部連結
- （法文） Free Audio Book (mp3) of The Red and the Black, Incipit
- Le Rouge et Le Noir - 古腾堡计划
-  나쁜 남자 （页面存档备份，存于）